# Diocesi di Bacău
La diocesi di Bacău (in latino: Dioecesis Baccoviensis seu Bachoviensis) è una sede soppressa della Chiesa cattolica.

## Storia
In seguito all'attività missionaria condotta a partire dal XIII secolo dagli Ordini mendicanti francescano e domenicano, nei territori dell'odierna Romania si svilupparono diverse comunità cattoliche di rito latino. Questo indusse la Santa Sede ad erigere delle sedi episcopali, in particolare a sud e ad est dei Carpazi (ossia in Valacchia e in Moldavia), per lo più di durata effimera.
Tra queste diocesi, l'ultima in ordine di tempo e la più duratura fu quella di Bacău, istituita da papa Sisto V nel 1590, con sede iniziale nella città di Argeș in Valacchia. Questa città era stata in precedenza sede di un'altra diocesi, ormai vacante da quasi un secolo. Primo vescovo fu il francescano Bernardino, nominato da papa Gregorio XIV nel gennaio 1591.
In seguito all'occupazione turca della regione, prima del 1607 la sede vescovile fu trasferita a Bacău in Moldavia, regione dove fino ad un secolo prima erano esistite almeno altre tre diocesi (Milcovia, Siret e Baia o Moldavia). Inizialmente la diocesi di Bacău era suffraganea dell'arcidiocesi di Kalocsa.
Nel 1611, la diocesi risulta estendersi su un territorio assai vasto, comprensivo della Valacchia e della Moldavia. In Valacchia si trovavano 3 parrocchie e 2 monasteri (uno francescano e l'altro domenicano). In Moldavia invece v'erano 35 parrocchie, ma solo 9 avevano un prete residente. La cattedrale diocesana era dedicata alla Visitazione della Beata Vergine Maria. Il 5 luglio 1627 la diocesi viene tassata per la prima volta.
A partire dal secondo decennio del Seicento, Bacău entrò nell'orbita della Confederazione polacco-lituana. Questo comportò il passaggio, dal 1621, alla sede metropolitana di Leopoli e la nomina di francescani polacchi, con l'assenso del re di Polonia, che per lo più risiedevano a Leopoli, con l'obbligo di visitare almeno una volta all'anno la propria diocesi. Non di rado, per l'assenza del vescovo, veniva nominato un vicario apostolico (propriamente un vicario generale), con residenza a Iași.
Per l'avanzata dei Turchi, dal Settecento i vescovi spostarono la residenza verso il nord, a Iași oppure a Snjatyn (oggi in Ucraina).
Nel 1774 la diocesi contava 10 chiese parrocchiali e circa 8.000 battezzati.
Tra la fine del Settecento e l'inizio dell'Ottocento la sede rimase vacante per circa un ventennio, a seguito della soppressione della Confederazione polacco-lituana. Successivamente, troviamo altri due vescovi Baccoviensi, fino al 1818, quando al posto della presente diocesi fu eretto il vicariato apostolico di Moldavia, a sua volta elevato al rango di diocesi con il nome di diocesi di Iași nel 1884.
La sede di Bacău tuttavia fu ancora presente negli Annuari Pontifici fino al 1840.

## Cronotassi dei vescovi
- Bernardino Quirino, O.F.M. † (7 gennaio 1591 - settembre-ottobre 1604 deceduto)
- Gerolamo Arsengo, O.F.M.Conv. † (17 febbraio 1607 - prima del 30 aprile 1610 deceduto)
- Walerian Lubieniecki, O.F.M. † (18 aprile 1611 - 1617 deceduto)
- Adam Górski, O.F.M.Conv. † (26 novembre 1618 - 1626 deceduto)
- Mikołaj Gabriel Fredro, O.F.M.Conv. † (19 luglio 1627 - prima del 29 aprile 1632 deceduto)
- Jan Zamoyski, O.P. † (18 luglio 1633 - 6 dicembre 1649 nominato vescovo di Przemyśl)
- Maciej Marian Kurski, O.F.M. † (7 maggio 1651 - 21 febbraio 1661 nominato vescovo titolare di Eno)
- Anastazy Rudnicki, O.F.M. † (31 luglio 1662 - luglio o agosto 1675 deceduto)
- Jakub Górecki, O.P. † (31 gennaio 1678 - ? deceduto)
- Jakub Franciszek Dłuski, O.F.M.Conv. † (22 dicembre 1681 - ? deceduto)
- Armand Wiktoryn Cieszejko, O.P. † (15 marzo 1694 - ? deceduto)
- Franciszek Biegański, O.F.M.Conv. † (24 novembre 1698 - gennaio 1709 deceduto)
- Jan Mikołaj Lubieniecki, O.P. † (23 febbraio 1711 - ? deceduto)
- Adrian Skrzetuski, O.F.M.Conv. † (23 settembre 1715 - ? deceduto)
- Jozafat Parysowicz, O.F.M.Conv. † (14 giugno 1717 - prima del 3 novembre 1732 deceduto)
  - Tomasz Załęski, O.P. † (13 aprile 1733 - prima del 26 febbraio 1734 deceduto) (vescovo eletto)
- Stanisław Rajmund Jezierski, O.P. † (20 dicembre 1737 - 28 aprile 1782 deceduto)
- Dominik Piotr Karwosiecki, O.F.M.Conv. † (28 aprile 1782 succeduto - 30 settembre 1789 deceduto)
  - Sede vacante (1789-1808)
- Bonaventura Carenzi, O.F.M.Conv. † (20 dicembre 1808 - 26 settembre 1814 nominato vescovo di Città della Pieve)
- Giuseppe Bonaventura Berardi, O.F.M.Conv. † (20 marzo 1815 - 10 aprile 1818 deceduto)